# Ryan Eggold
Ryan James Eggold (ur. 10 sierpnia 1984 w Lakewood, w stanie Kalifornia) – amerykański aktor telewizyjny i filmowy. Od 2013 występował w jednej z głównych ról w serialu Czarna lista.

## Filmografia

### Filmy fabularne
- 2008: Bloom jako Doug
- 2006: Con: The Corruption of Shawn Helm jako Shawn Helm
- 2018: Czarne bractwo. BlacKkKlansman jako Walter Breachway

### Seriale TV
- 2024: Cross jako Ed Ramsey
- od 2018: New Amsterdam jako dr. Max Goodwin
- 2013–2017: Czarna Lista jako Tom Keen / Jacob Phelps
- 2008–2011: 90210 jako Ryan Matthews
- 2008: Dirt jako Farber Kauffman
- 2007: Co gryzie Jimmy’ego? (Out of Jimmy’s Head) jako Mike
- 2007: Ekipa (Entourage) jako piąty miejscowy członek
- 2007: Nick Cannon Presents: Short Circuitz jako Jerry
- 2007: Żar młodości (The Young and The Restless) jako Barista
- 2006: Domowy front (The War at Home) jako Bruce
- 2006: Veronica Mars jako Charlie Stone
- 2006: Bracia i siostry (Brothers & Sisters) jako Randy Stewart
- 2006: Related jako Lloyd